# Keenan Robinson
(en) Statistiques sur pro-football-reference
Keenan LeEdward Robinson (né le 7 juillet 1989) est un joueur de football américain qui a évolué au poste de linebacker chez les Redskins de Washington et les Giants de New York en National Football League (NFL). Il avait été sélectionne lors du 4e tour de la draft 2012 de la NFL par les Redskins de Washington.
Au niveau universitaire, il était inscrit à l'Université du Texas où il a joué pour les Longhorns du Texas en Division I (FBS) de la NCAA.

## Sa jeunesse
Né à Omaha dans le Nebraska, Robinson intègre l'école secondaire Plano East Senior de Plano dans le Texas.
Dans l'équipe de cette école, il joue au football américain mais pratique aussi l'athlétisme. Au sein de l'équipe de football, il évolue au poste de  linebacker et de defensive end, totalisant 273 tacles dont 9 pour pertes, 5 sacks, 5 fumbles forcés, 5 fumbles recouverts, 1 interception et 1 punt bloqué.
En 2006, il est désigné All-American par USA Today et Parade.
En athlétisme, Robinson était un des meilleurs performeurs de son état en triple saut. Il remporte le championnat de triple saut de son district lors de son année junior. Comme senior, il réussit 6,71 m en saut en longueur et 13,88 m en triple saut.
Il court également le 40-yard dash en 4,5 s.

## Carrière universitaire

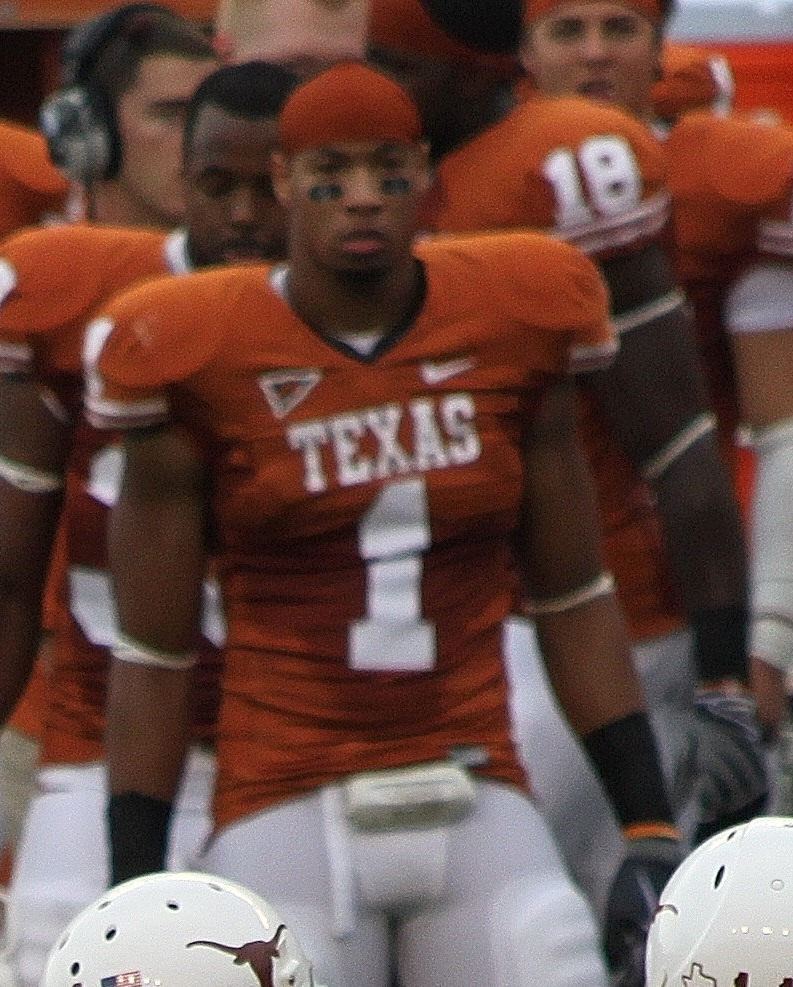
Robinson en 2009

Considéré comme un joueur au potentiel de 4 étoiles par Rivals.com, Robinson est classé comme 4e meilleur outside linebacker de la classe 2007.
Plusieurs offres de bourse d'études lui parviennent d'équipes NCAA (entre autres des Cowboys d'Oklahoma State et des Aggies du Texas), et il choisit d'intégrer l'Université du Texas et jouer pour les Longhorns.
Lors de son année redshirt 2008 (1er année) à Texas, Robinson passe la plupart de son temps en équipes spéciales. Comme sophomore, il débute les 14 matchs de la saison au poste d'outside linebacker et reçoit une honorable sélection dans l'équipe type 2009 de la Conférence Big 12.
| Année  | Équipe | Statut | MJ |       | Plaquages | Plaquages | Plaquages | Plaquages |       | Interceptions | Interceptions | Interceptions | Interceptions |  | Fumbles | Fumbles |
| Année  | Équipe | Statut | MJ | Total | Seul      | Ast.      | Sacks     | Nb.       | Yards | Déf.          | TD            | Nb.           | Rec.          |  |         |         |
| 2008   | Texas  | RS     | 12 | 23    | 16        | 7         | 1         | 0         | 0     | 0             | 0             | 0             | 0             |  |         |         |
| 2009   | Texas  | SO     | 14 | 21    | 42        | 63        | 1,5       | 0         | 0     | 0             | 1             | 0             | 0             |  |         |         |
| 2010   | Texas  | JR     | 12 | 47    | 58        | 105       | 2         | 2         | 0     | 0             | 0             | 0             | 0             |  |         |         |
| 2011   | Texas  | SR     | 13 | 33    | 51        | 84        | 1         | 0         | 0     | 0             | 6             | 0             | 2             |  |         |         |
| Totaux | Totaux | Totaux | 51 | 108   | 167       | 275       | 5,5       | 2         | 0     | 0             | 7             | 0             | 2             |  |         |         |

## Carrière professionnelle

### Combine et Draft 2012 de la NFL
| Données mesurées lors du NFL Scouting Combine 2012 | Données mesurées lors du NFL Scouting Combine 2012 | Données mesurées lors du NFL Scouting Combine 2012 | Données mesurées lors du NFL Scouting Combine 2012 | Données mesurées lors du NFL Scouting Combine 2012 | Données mesurées lors du NFL Scouting Combine 2012 | Données mesurées lors du NFL Scouting Combine 2012 | Données mesurées lors du NFL Scouting Combine 2012 | Données mesurées lors du NFL Scouting Combine 2012 | Données mesurées lors du NFL Scouting Combine 2012 | Données mesurées lors du NFL Scouting Combine 2012 |
| -------------------------------------------------- | -------------------------------------------------- | -------------------------------------------------- | -------------------------------------------------- | -------------------------------------------------- | -------------------------------------------------- | -------------------------------------------------- | -------------------------------------------------- | -------------------------------------------------- | -------------------------------------------------- | -------------------------------------------------- |
| Taille                                             | Poids                                              | Long. bras                                         | Taille main                                        | 40 yds dash                                        | 10 yds split                                       | 20 yds split                                       | 20 yds shuttle                                     | 3 cone drill                                       | Dét. Vert.                                         | Dét. Long.                                         |
| 1,90 m (6 ft 3 in)                                 | kg (242 lb)                                        | 83.82 cm (33 in)                                   | 24.76 cm (9.75 in)                                 | 4.72 s                                             | -                                                  | -                                                  | -                                                  | -                                                  | 92.71 cm (36.5 in)                                 | 3.175 m (10 ft 5 in)                               |

Robinson est choisi en 119e choix global lors du 4e tour de la draft 2012 de la NFL par les Redskins de Washington .

### Redskins de Washington
- Saison 2012 :

Le coordinateur défensif des Redskins, Jim Haslett (en), déclare que Robinson va passer du poste d'outside au poste d'inside linebacker. Le 17 mai 2012, il signe officiellement avec la franchise un contrat de 4 ans. En match de semaine 12 pendant Thanksgiving, il se déchire le muscle du pectoral droit (victoire contre les Cowboys de Dallas). Le 26 novembre 2012, il est placé sur la liste des blessés (injured reserve). Ayant été utilisé comme back-up de Perry Riley (en) et comme membre des équipes spéciales, il compilera sur sa saison un total de 11 tacles
- Saison 2013 :

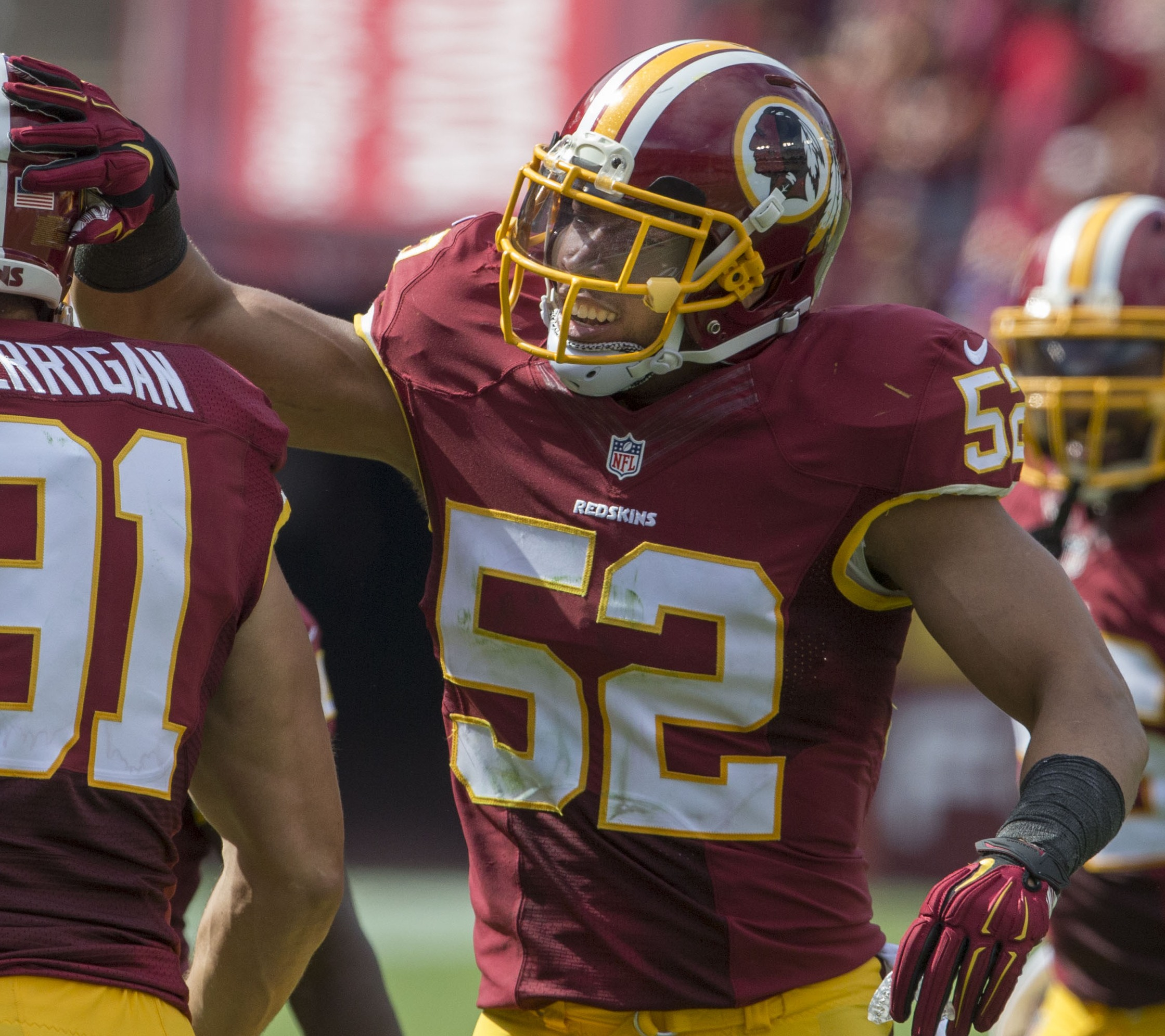
Robinson en 2014.

Le 26 juillet 2013, la franchise déclare que Robinson s'est déchiré le muscle du pectoral gauche lors du premier jour des camps d'entraînement 2013 et qu'il sera inactif pour une période de 3 à 5 mois. Il est placé officiellement sur la liste des blessés pour la seconde saison consécutive le 26 août 2013.
- Saison 2014 :

Robinson deviendra titulaire lors de la saison 2014 à la suite de la retraite de London Fletcher. Il débute en effet comme titulaire la première semaine de la saison contre les Texans de Houston (défaite 6 à 17). Il y réalise 6 tacles. En semaine 4, lors du match perdu 14 à 15 contre les Giants de New York, il réalise sa première interception professionnelle. Il récupère un ballon relâché grâce à un choc entre son coéquipier S Brandon Meriweather et WR Rueben Randle lequel avait réceptionné une passe de son QB Eli Manning. Il comptabilisera également 13 tacles au cours de ce match. En semaine 7, lors de la victoire 19 à 17 contre les Titans du Tennessee, Robinson réalise son record personnel de 14 tacles en un match. Il est nommé Joueur défensif de la semaine en NFC pour cette performance. Le 11 novembre 2014 (lors du Veterans Day), Robinson reçoit de ses équipiers le prix Ed Block Courage. Ce prix est décerné annuellement à un joueur de chaque franchise qui a fait preuve d'un courage exemplaire face à l'adversité.
- Saison 2015 :

En semaine 4, contre les Patriots de la Nouvelle-Angleterre, Robinson réussit la deuxième interception de sa carrière professionnelle contre le QB Tom Brady.

### Giants de New York
Le 10 mars 2016, Robinson signe un contrat d'un an avec les Giants de New York.
Le 21 mars 2017, Robinson re-signe avec les Giants. Il est placé sur la liste des blessés le 14 novembre 2017 après un accident de quad en 9e semaine.

### Buffalo Bills
Le 24 juillet 2018, Robinson signe chez les Bills de Buffalo .
Le 23 août 2018, Robinson annonce qu'il prend sa retraite de la NFL,.

### Statistiques individuelles en NFL
| Année                       | Équipe                      | MJ |       | Plaquages | Plaquages | Plaquages | Plaquages |       | Interceptions | Interceptions | Interceptions | Interceptions |  | Fumbles | Fumbles |
| Année                       | Équipe                      | MJ | Total | Seul      | Ast.      | Sacks     | Nb.       | Yards | Déf.          | TD            | Nb.           | Rec.          |  |         |         |
| 2012                        | Washington                  | 11 | 5     | 3         | 2         | 0         | 0         | 0     | 0             | 0             | 0             | 0             |  |         |         |
| 2014                        | Washington                  | 13 | 104   | 71        | 33        | 1,5       | 1         | 0     | 3             | 0             | 0             | 1             |  |         |         |
| 2015                        | Washington                  | 12 | 62    | 35        | 27        | 0         | 1         | 44    | 3             | 0             | 0             | 1             |  |         |         |
| 2016                        | NY Giants                   | 16 | 79    | 52        | 27        | 0         | 0         | 0     | 7             | 0             | 0             | 0             |  |         |         |
| 2017                        | NY Giants                   | 6  | 32    | 20        | 12        | 0         | 0         | 0     | 2             | 0             | 0             | 0             |  |         |         |
| Totaux à Washington (3 ans) | Totaux à Washington (3 ans) | 36 | 171   | 109       | 62        | 1,5       | 2         | 44    | 6             | 0             | 0             | 2             |  |         |         |
| Totaux à NY Giants (2 ans)  | Totaux à NY Giants (2 ans)  | 22 | 111   | 72        | 39        | 0         | 0         | 0     | 9             | 0             | 0             | 0             |  |         |         |
| Totaux en NFL (5 ans)       | Totaux en NFL (5 ans)       | 58 | 282   | 181       | 101       | 1,5       | 2         | 44    | 15            | 0             | 0             | 2             |  |         |         |

| Année         | Équipe        | MJ |       | Plaquages | Plaquages | Plaquages | Plaquages |       | Interceptions | Interceptions | Interceptions | Interceptions |  | Fumbles | Fumbles |
| Année         | Équipe        | MJ | Total | Seul      | Ast.      | Sacks     | Nb.       | Yards | Déf.          | TD            | Nb.           | Rec.          |  |         |         |
| 2015          | Washington    | 1  | 0     | 0         | 0         | 0         | 0         | 0     | 0             | 0             | 0             | 0             |  |         |         |
| 2016          | NY Giants     | 1  | 6     | 4         | 2         | 0         | 0         | 0     | 1             | 0             | 0             | 0             |  |         |         |
| Totaux en NFL | Totaux en NFL | 2  | 6     | 4         | 2         | 0         | 0         | 0     | 1             | 0             | 0             | 0             |  |         |         |

## Récompenses
- 2006 : USA Today et Parade Magazine : sélectionné All-American en école secondaire (High School).
- 2014 : Joueur défensif de la semaine 7 en NFC.
- 2015 : Prix Ed Block Courage.